# Europe Ablaze
Europe Ablaze est un jeu vidéo de type wargame créé par Roger Keating, Eric Baker et Ian Trout et publié par Strategic Studies Group en 1985 sur Apple II et Commodore 64. Le jeu simule des opérations de bombardement stratégique en Europe pendant la Seconde Guerre mondiale et propose trois scénarios. Le premier simule la bataille d’Angleterre qui oppose la Royal Air Force à la Luftwaffe, le second couvre les premières opérations de bombardements menés par la Royal Air Force et l’US Air Force contre l’Allemagne en 1943 et le troisième retrace le bombardement le plus dévastateur de l’Allemagne par les Alliés en 1945. Dans chaque scénario, le joueur peut commander l’un ou l’autre des deux camps et ainsi planifier les opérations de bombardement ou au contraire organiser sa défense.

## Système de jeu
Europe Ablaze est un wargame qui simule des opérations de bombardement stratégique en Europe pendant la Seconde Guerre mondiale. Il propose trois scénarios qui couvrent chacun plusieurs mois correspondant à des périodes critiques de la guerre. Le premier simule la bataille d’Angleterre qui oppose la Royal Air Force à la Luftwaffe, qui tente de bombarder des infrastructures stratégiques de l’Angleterre afin de préparer une invasion du Royaume-Uni par l’armée allemande. Le second retrace les premières opérations de bombardements menés par la Royal Air Force et l’US Air Force contre l’Allemagne en 1943. Le troisième retrace enfin le bombardement le plus dévastateur de l’Allemagne par les Alliés en 1945. Dans chaque scénario, le joueur peut commander l’un ou l’autre des deux camps et d’affronter l’ordinateur ou d'autres joueurs. Chaque scénario couvre les opérations sur une base quotidienne, chaque jour étant divisé en intervalles de cinq minutes. Le joueur commande des groupes aériens, composé d’entre cinq et quarante avions, pour lesquels je programme prend en compte les pertes et les dommages subis au combat ainsi que les périodes d’indisponibilité lié à la maintenance ou à la réparation des avions. Les opérations de bombardements doivent être planifiées quotidiennement par le joueur. Il peut ainsi organiser jusqu’à cinq missions de bombardement majeurs par jour pour lesquelles il peut sélectionner les groupes de bombardiers participant à l’opération, leur attribuer une escorte de chasseurs et définir leur cible, leur plan de vol et leur heure d’arrivé sur leur objectif. En plus de ces missions majeures, le joueur peut également planifier des missions secondaires d’attaque, de reconnaissance, de patrouille ou d’interception. Les opérations de défenses sont au contraire gérées de manière continue pendant une journée de combat. À partir des alertes transmises par ses radars et ses patrouilles, le joueur doit ainsi décider d’intercepter ou non un groupe d’avion ennemi et assigner un groupe de chasseur à cette mission.

## Développement
Europe Ablaze est le troisième jeu du studio australien Strategic Studies Group après Reach for the Stars (1983) puis Carriers at War (1984) dont le succès permet à la société de continuer à se développer. En 1984, le studio recrute ainsi deux employés dont le concepteur Eric Baker qui rejoint les deux fondateurs du studio, Roger Keating et Ian Trout, dans l’équipe de développement. Pour développer Europe Ablaze, ils s’appuient sur le moteur de jeu de Carriers at War qu’ils adaptent aux opérations de bombardement stratégique de la Seconde Guerre mondiale en Europe. Comme pour les précédents jeux du studio, Roger Keating se charge de la réalisation de ses graphismes en plus de la programmation. Le jeu est publié par Strategic Studies Group en octobre 1985 sur Apple II, avant d’être porté sur Commodore 64. Il marque le début de la collaboration du studio avec Electronic Arts qui distribue le jeu aux États-Unis,.

## Accueil
| Europe Ablaze            |      |       |
| Média                    | Nat. | Notes |
| Commodore User           | US   | 8/10  |
| Computer and Video Games | US   | 7/10  |
| Jeux et Stratégie        | FR   | 4/5   |
| Tilt                     | FR   | 5/6   |

À sa sortie, la version Apple II de Europe Ablaze est saluée par le journaliste Jay Selover dans le magazine Computer Gaming World qui le compare à U.S.A.A.F. de Strategic Simulations en expliquant que les deux jeux partagent le même thème et des mécanismes de jeux identiques. Dans ce comparatif, il juge tout d’abord que par rapport à ce dernier, il a l’avantage de couvrir une période plus étendue de la Seconde Guerre mondiale et de permettre au joueur de créer ses propres scénarios. Il déplore par contre que dans la gestion des dommages infligés à l’industrie ennemie, il n’est pas aussi complet que son concurrent, qui permet au joueur de sélectionner ses cibles de manière plus précise et qui prend en compte l’interdépendance des différents secteurs industriels. Il estime ainsi que si Europe Ablaze bénéficie de son périmètre plus large, il n’est pas aussi réaliste que son concurrent qui reste inégalé dans sa manière de simuler l’effondrement de l’industrie allemande pendant la guerre, avant de conclure que compte tenu de leurs différences, les deux jeux sont complémentaires et qu’ils peuvent tous les deux êtres facilement appréciés.
La version Commodore 64 de Europe Ablaze est également saluée par la presse spécialisée. Le journaliste Rick Teverbaugh du magazine Ahoy! le considère par exemple comme un jeu « indispensable » pour les joueurs susceptibles d’apprécier un jeu particulièrement complexe et qui cherche à enrichir leur expérience en matière de wargame. Il estime en effet qu’il est « impossible de lui trouver de graves défauts » et que son réalisme, sa jouabilité, sa complexité et sa modularité en fait « le meilleur jeu » du genre, qui « devrait offrir d’interminables heures de satisfaction » aux amateurs du genre. Le journaliste Neil Randall du magazine Compute! le décrit pour sa part comme un « excellent » jeu qui bénéficie notamment de sa représentation « impressionnante » des différents niveaux de commandement et de son éditeur de scénario complet mais « remarquablement simple » à utiliser. S’il déplore l’absence de véritables innovations par rapport à Carriers at War, dont il reprend le moteur de jeu et l’interface graphique, il conclut ainsi qu’il constitue « une très bonne simulation » qui s’appuie sur « un système de jeu ayant déjà fait ses preuves ».